# Metanephrops binghami
Metanephrops binghami är en kräftdjursart som först beskrevs av David R. Boone 1927.  Metanephrops binghami ingår i släktet Metanephrops och familjen humrar. IUCN kategoriserar arten globalt som livskraftig. Inga underarter finns listade i Catalogue of Life.